# Абало, Мануэль Энрике Хименес
Мануэль Энрике Хименес Абало (исп. Manuel Enrique Jiménez Abalo род. 27 октября 1956, Вильягарсиа-де-Ароса, Галисия) — испанский футболист, игрок сборной Испании.

## Карьера
Хименес родился в Вилагарсия-де-Аруса, провинция Понтеведра, Галисия. В своей профессиональной карьере он выступал за футбольные команды «Спортинг Хихон» и «Реал Бургос». В клубе из Астурии[каком?] он провёл 12 из 13 сезонов, приняв участие почти в 500 официальных матчах — в Ла Лиге он никогда не играл меньше 30 игр, и помог команде занять четвёртое место в сезоне 1986-87, проведя 43 матча (3870 минут).
В последнем сезоне в составе «Бургоса» Хименес сыграл все матчи и минуты, и скромная команда из Кастилии и Леона сохранила статус команды высшего дивизиона, показав восьмой результат по обороне в лиге. Он ушёл на пенсию в возрасте почти 36 лет, позже работал спортивным агентом.
Хименес провёл один товарищеский матч за сборную Испании против Польши 18 ноября 1981 года, который закончился победой Испании со счётом 3:2, и был выбран в состав сборной на Чемпионат мира по футболу 1982 года.